# Isaac Vanmalsawma
Isaac Vanmalsawma Chhakchhuak (Lunglei, 15 settembre 1996) è un calciatore indiano, centrocampista dell'Hyderabad.

## Carriera

### Club
Ha giocato nella prima divisione indiana.

### Nazionale
Ha giocato nella nazionale indiana Under-19.
Esordisce in nazionale il 13 agosto 2016 in una amichevole vinta per 3-0 contro il Bhutan, subentrando al minuto 46 a Holicharan Narzary.

## Statistiche

### Presenze e reti nei club
| Stagione               | Squadra                | Campionato             | Campionato | Campionato | Coppe nazionali | Coppe nazionali | Coppe nazionali | Coppe continentali | Coppe continentali | Coppe continentali | Altre coppe | Altre coppe | Altre coppe | Totale | Totale |
| Stagione               | Squadra                | Comp                   | Pres       | Reti       | Comp            | Pres            | Reti            | Comp               | Pres               | Reti               | Comp        | Pres        | Reti        | Pres   | Reti   |
| ---------------------- | ---------------------- | ---------------------- | ---------- | ---------- | --------------- | --------------- | --------------- | ------------------ | ------------------ | ------------------ | ----------- | ----------- | ----------- | ------ | ------ |
| 2014-2015              | Shillong Lajong        | IL                     | 0          | 0          | FC              | 0               | 0               | -                  | -                  | -                  | -           | -           | -           | 0      | 0      |
| 2015-2016              | Shillong Lajong        | IL                     | 6          | 1          | FC              | 0               | 0               | -                  | -                  | -                  | -           | -           | -           | 6      | 1      |
| 2016-2017              | Shillong Lajong        | IL                     | 18         | 2          | FC              | 2               | 0               | -                  | -                  | -                  | -           | -           | -           | 20     | 2      |
| Totale Shillong Lajong | Totale Shillong Lajong | Totale Shillong Lajong | 24         | 3          |                 | 2               | 0               |                    | -                  | -                  |             | -           | -           | 26     | 3      |
| 2017-2018              | Pune City              | ISL                    | 12         | 0          | SC              | 1               | 0               | -                  | -                  | -                  | -           | -           | -           | 12     | 0      |
| 2018-2019              | Chennaiyin             | ISL                    | 13         | 1          | SC              | 1               | 0               | AFC Cup            | 6                  | 1                  | -           | -           | -           | 20     | 2      |
| 2019-2020              | Jamshedpur             | ISL                    | 9          | 1          | SC              | -               | -               | -                  | -                  | -                  | -           | -           | -           | 9      | 1      |
| 2020-2021              | Jamshedpur             | ISL                    | 16         | 0          | -               | -               | -               | -                  | -                  | -                  | -           | -           | -           | 16     | 0      |
| Totale Jamshedpur      | Totale Jamshedpur      | Totale Jamshedpur      | 25         | 1          |                 | -               | -               |                    | -                  | -                  |             | -           | -           | 25     | 1      |
| 2021-2022              | Odisha                 | ISL                    | 20         | 0          | -               | -               | -               | -                  | -                  | -                  | -           | -           | -           | 20     | 0      |
| 2022-2023              | Odisha                 | ISL                    | 18+1       | 1          | SC              | 1               | 0               | QAFC Cup           | 0                  | 0                  | DC          | 2           | 1           | 22     | 2      |
| 2023-gen.2024          | Odisha                 | ISL                    | 0          | 0          | SC              | 0               | 0               | -                  | -                  | -                  | DC          | -           | -           | 0      | 0      |
| Totale Odisha          | Totale Odisha          | Totale Odisha          | 39         | 1          |                 | 1               | 0               |                    | -                  | -                  |             | 2           | 1           | 42     | 2      |
| gen.-giu. 2024         | Punjab                 | ISL                    | 0          | 0          | SC              | -               | -               | -                  | -                  | -                  | DC          | -           | -           | 0      | 0      |
| 2024-2025              | Hyderabad              | ISL                    | 18         | 0          | SC              | 1               | 0               | -                  | -                  | -                  | -           | -           | -           | 19     | 0      |
| Totale carriera        | Totale carriera        | Totale carriera        | 131        | 6          |                 | 6               | 0               |                    | 6                  | 1                  |             | 2           | 1           | 145    | 8      |

### Cronologia presenze e reti in nazionale
| Cronologia completa delle presenze e delle reti in nazionale ― India | Cronologia completa delle presenze e delle reti in nazionale ― India | Cronologia completa delle presenze e delle reti in nazionale ― India | Cronologia completa delle presenze e delle reti in nazionale ― India | Cronologia completa delle presenze e delle reti in nazionale ― India | Cronologia completa delle presenze e delle reti in nazionale ― India | Cronologia completa delle presenze e delle reti in nazionale ― India | Cronologia completa delle presenze e delle reti in nazionale ― India |
| Data                                                                 | Città                                                                | In casa                                                              | Risultato                                                            | Ospiti                                                               | Competizione                                                         | Reti                                                                 | Note                                                                 |
| -------------------------------------------------------------------- | -------------------------------------------------------------------- | -------------------------------------------------------------------- | -------------------------------------------------------------------- | -------------------------------------------------------------------- | -------------------------------------------------------------------- | -------------------------------------------------------------------- | -------------------------------------------------------------------- |
| 13-8-2016                                                            | Thimphu                                                              | Bhutan                                                               | 0 – 3                                                                | India                                                                | Amichevole                                                           | -                                                                    | 46’                                                                  |
| Totale                                                               |                                                                      | Presenze                                                             | 1                                                                    |                                                                      | Reti                                                                 | 0                                                                    |                                                                      |

## Palmarès
- Super Cup (India): 1

Odisha: 2023